# Phryxe delata
Phryxe delata là một loài ruồi trong họ Tachinidae.